# Szilassy család
A pilisi és szilasi Szilassy család egy régi magyar nemesi család.

## Története
A család György nevet viselő előde, Vince testvérével, aki 1455–75-ben váci püspök volt, hű szolgálataiért V. László magyar királytól Pándot és Pilist kapta Pest vármegyében királyi adományul. György fia Balázs pedig Losonc-Tugárt Nógrád vármegyében I. Mátyás magyar királytól. A család Pándot és Tugárt a 20. század elején még birtokolta. Az utódok közül II. András 1684-ben Heves, 1689-ben Nógrád vármegye alispánja volt. I. Ádámnak a családot fenntartó s terjesztő fiai voltak II. Ádám (1755) s I. János. Amannak szántói Szabó Mária nejétől fia lett a magasabb méltóságra jutott József koronaőr (l. o.); emennek pedig Szemere Máriától fia II. János, aki Fáy Krisztinával nemzette Lászlót (meghalt 1852-ben), a kecskeméti református egyházmegye főgondnokát, István, később Pest vármegyei főszolgabiró s alispán atyját. – József koronaőrnek fiai voltak: II. József 1835-től helytartói tanácsos, az 1846-iki erdélyi országgyűlésen királyi küldött, első neje Rhédey leány lévén; Ferenc, Gömör vármegyei alispán és országgyülési képviselő (1793. június 8. – 1841) és György Pest vármegyei főbíró 1836–41-ben, majd alispán, jeles mezőgazda, kertész és gyümölcstermesztő. II. Józsefnek, Ferencnek s Györgynek számos gyermeke született, éspedig Józsefnek második nejétől Freyburg Paulinától Aladár, a pénzügyi s a közigazgatási főbiróság tagja s a református egyház buzgó és lelkes munkása.

## Ismertebb tagjai
- Szilasi és pilisi Szilassy József koronaőr (1755–1837)
- Szentiváni Szilassy Zoltán gazdasági író (1864–1932)

## Külső hivatkozások
- A Szilassy család címere